# Коффман, Лора
Ло́ра Ко́ффман (англ. Laura Koffman), в девичестве — Бонарри́го (англ. Bonarrigo; род. 29 октября 1964, Бруклайн, Массачусетс) — американская актриса мыльных опер.

## Биография
Лора Бонарриго (фамилия Коффман в девичестве) родилась 29 октября 1964 года в Бруклайне (штат Массачусетс, США), но позже вместе со своей семьёй она переехала в Томастон (штат Мэн, США).
В 1986 году Лора окончила «Mason Gross School of the Arts» в Ратгерском университете.

## Карьера
Лора начала свою карьеру в качестве фотомодели в 1981 году с участия в конкурсе красоты «Miss Maine National Teenager Pageant».
Лора дебютировала в кино в 1991 году, сыграв роль Линдсей в телесериале «Другой мир». В 1995—2010 гг. Коффман играла роль Кэсси Кэллисон в телесериале «Одна жизнь, чтобы жить», за роль которой в 1993 году она получила номинацию «Выдающаяся молодая актриса» на премию «Дайджест мыльных опер». Всего она сыграла в 5-ти фильмах и телесериалах.

## Личная жизнь
С декабря 1995 года Лора замужем за Марти Коффман, с которым в настоящее время она находится в бракоразводном процессе. У супругов есть двое детей — сын (род. 1999) и дочь (род. 2001).

## Мыльные оперы
| Год       |   | Русское название       | Оригинальное название | Роль           |
| --------- | - | ---------------------- | --------------------- | -------------- |
| 1991      | с | Другой мир             | Another World         | Линдсей        |
| 1995—2010 | с | Одна жизнь, чтобы жить | One Life to Live      | Кэсси Кэллисон |
| 2008      | с | Все мои дети           | All My Children       | Ребекка Фоулер |